# Презентеизм
Презентеи́зм (от англ. present — присутствовать) — ситуация, при которой работник проводит на рабочем месте больше времени, чем это необходимо или требуется условиями трудового соглашения. Обычно имеется в виду поведение заболевшего работника, который — чаще всего из-за опасений потерять рабочее место — продолжает выходить на работу, но в силу плохого самочувствия работает менее эффективно, чем обычно. Термин образован по аналогии с более ранним термином абсентеизм.
Презентеизм определяется как ситуация, когда работник фактически находится на работе, однако работает меньшее количество часов, чем длится его рабочий день, и, соответственно, менее эффективен.
Благодаря исследованию, проведенному в 2020 году некоммерческой научно-исследовательской корпорацией RAND Europe, были установлены причины презентеизма, среди которых ведущее место занимают стресс, недостаток сна и обеспокоенность своим финансовым положением.
И хотя уровень презентеизма трудно измерить, поскольку для его оценки необходимо, в том числе, анкетирование самих работников, однако известно, что он стоит компаниям значительно дороже, чем абсентеизм — фактическое отсутствие человека на работе.
По некоторым исследовательским данным, около 60 % потерь производства из-за болезней работников связаны не с их отсутствием на рабочем месте, а с неэффективным присутствием, которое вызвано презентеизмом.